# Уїлландра

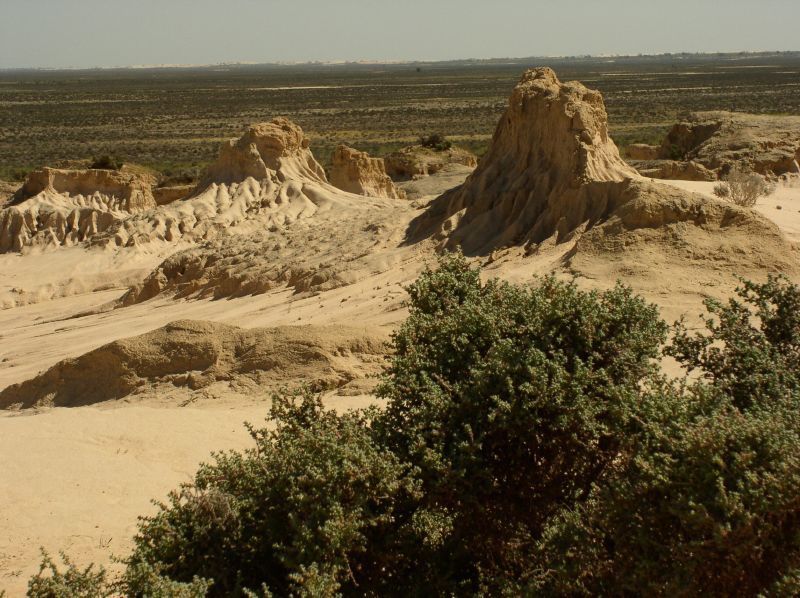
Озеро Мунго

Уїлландра (англ. Willandra Lakes Region) — об'єкт Світової спадщини ЮНЕСКО. Займає площу 2400 квадратних кілометрів, у південно-західній частині Нового Південного Уельсу, Австралія. Близько 10 % території займає Національний парк Мунго.

## Географія
Всі озера (5 великих і 14 малих) пересохлі, що сформувалися понад 2 млн років тому, покриті солончаковою рослинністю. Також тут представлені унікальні місячні напівпустельні ландшафти. Зустрічаються евкаліптові рідколісся.

## Археологія і палеонтологія
Область унікальна палеонтологічними знахідками часів плейстоцену, а також знахідками свідоцтв людської цивілізації які датуються 45000-60000 до н. е.. У 1968 році в дюнах озера Мунго були знайдені останки кремованої жінки. У 1974 році неподалік від знахідки було знайдено чоловіче поховання. Вважаються найдавнішими залишками людської діяльності на планеті.